# Friedrichshohenberg
Koordinaten: 51° 42′ 26″ N, 11° 20′ 2″ O
Der Friedrichshohenberg ist ein Naturschutzgebiet in der Stadt Falkenstein/Harz im Landkreis Harz in Sachsen-Anhalt.
Das Naturschutzgebiet mit dem Kennzeichen NSG 0143 ist 118,5 Hektar groß. Es ist vollständig vom Landschaftsschutzgebiet „Harz und Vorländer“ umgeben. Das Gebiet steht seit 1994 unter Schutz (Datum der Verordnung: 21. September 1994). Zuständige untere Naturschutzbehörde ist der Landkreis Harz.
Das Naturschutzgebiet liegt östlich des Falkensteiner Ortsteils Meisdorf und westlich der Ortsteile Endorf und Neuplatendorf im Naturpark Harz/Sachsen-Anhalt. Es stellt Teile des Friedrichshohenbergs mit seinen zum Harzvorland abfallenden, nordexponierten Hängen sowie einen Abschnitt des Liethetals mit den angrenzenden Hängen unter Schutz. Im Naturschutzgebiet stocken großflächig Eichen-Hainbuchenwälder mit zahlreichen Rotbuchen. Die Wälder besitzen im Kuppenbereich des Friedrichshohenbergs zum Teil Nieder- und Mittelwaldcharakter. Vereinzelt sind auch mit Laubgehölzen durchsetzte Nadelholzwälder zu finden. Im südwestlichen Bereich des Schutzgebietes und entlang der Liethe stockt ein wertvoller Erlenbruchwald. Die Krautschicht der Laubwälder wird u. a. von Leberblümchen, Türkenbundlilie und Großer Sterndolde, die hier ihre nördliche Verbreitungsgrenze erreicht, die des Bruchwaldes u. a. von Gelbem Eisenhut, Herbstzeitlose, Geflecktem Knabenkraut und Märzenbecher gebildet.
Im Norden des Naturschutzgebietes befinden sich mehrere aufgelassene Steinbrüche. In das Naturschutzgebiet sind verbuschte Streuobstwiesen und Ackerflächen einbezogen. Im Übergang zu dem Friedrichshohenberg nördlich vorgelagerten Ackerflächen befinden sich schmale Streifen von Trocken- und Halbtrockenrasen mit Großem Odermennig, Färbermeier, Heidenelke, Kleinem Klappertopf, Zweiblättrige Waldhyazinthe, Tausendgüldenkraut, Feldkranzenzian und Herbstdrehwurz.
Das Naturschutzgebiet beherbergt eine artenreiche Avifauna, darunter Rotmilan, Sperber, Habicht, Wespenbussard, Baumfalke, Waldohreule, verschiedene Spechte, Hohltaube, Wendehals, Neuntöter, Misteldrossel, Schwanzmeise, Gimpel, Kernbeißer und Fichtenkreuzschnabel. Amphibien sind u. a. durch Feuersalamander, Berg-, Faden-, Teich- und Kammmolch, Erdkröte, Geburtshelferkröte und Grasfrosch, Reptilien durch Zaun- und Waldeidechse, Blindschleiche, Schling- und Ringelnatter vertreten. Weiterhin sind Insekten zahlreich im Naturschutzgebiet vertreten, darunter die Laufkäfer Lederlaufkäfer, Hainlaufkäfer und Blauvioletter Waldlaufkäfer sowie die Schmetterlinge Kaisermantel und Großer Eisvogel.